# Philly '76
Philly '76 je koncertní album Franka Zappy, nahrané 29. října 1976 ve Filadelfii v Pensylvánii a vydané 21. prosince 2009 u Vaulternative Records k příležitosti Zappových nedožitých 69. narozenin.

## Seznam skladeb

### Disk 1
| Pořadí | Název                            | Délka |
| ------ | -------------------------------- | ----- |
| 1.     | The Purple Lagoon                | 3:35  |
| 2.     | Stinkfoot                        | 5:52  |
| 3.     | The Poodle Lecture               | 3:48  |
| 4.     | Dirty Love                       | 3:36  |
| 5.     | Wind Up Workin’ in A Gas Station | 2:32  |
| 6.     | Tryin’ to Grow A Chin            | 4:01  |
| 7.     | The Torture Never Stops          | 13:31 |
| 8.     | City of Tiny Lights              | 7:47  |
| 9.     | You Didn’t Try to Call Me        | 6:32  |
| 10.    | Manx Needs Women                 | 1:44  |
| 11.    | Chrissy Puked Twice              | 6:48  |

### Disk 2
| Pořadí         | Název                                  | Délka  |
| -------------- | -------------------------------------- | ------ |
| 1.             | Black Napkins                          | 18:57  |
| 2.             | Advance Romance                        | 13:56  |
| 3.             | Honey Don’t You Want A Man Like Me?    | 4:09   |
| 4.             | Rudy Wants to Buy Yez A Drink          | 2:20   |
| 5.             | Would You Go All The Way?              | 2:04   |
| 6.             | Daddy, Daddy, Daddy                    | 2:05   |
| 7.             | What Kind of Girl Do You Think We Are? | 4:55   |
| 8.             | Dinah-Moe Humm                         | 8:09   |
| 9.             | Stranded in the Jungle                 | 3:10   |
| 10.            | Find Her Finer                         | 3:17   |
| 11.            | Camarillo Brillo                       | 4:03   |
| 12.            | Muffin Man                             | 6:53   |
| Celková délka: | Celková délka:                         | 133:44 |

## Sestava
- Frank Zappa - sólová kytara, zpěv
- Lady Bianca (Bianca Odin) - zpěv, klávesy
- Ray White - rytmická kytara, zpěv
- Eddie Jobson - klávesy, housle
- Patrick O'Hearn - basová kytara, zpěv
- Terry Bozzio - bicí, zpěv